# Mamadou Aliou Kéïta
Pour les articles homonymes, voir Aliou.
Mamadou Aliou Kéïta dit N’Jo Léa (né en 1952 - mort le 11 avril 2004 à Conakry) est un footballeur international guinéen.

## Biographie
Il remporte à trois reprises la coupe d'Afrique des clubs champions avec le Hafia Football Club de Conakry, en 1972, 1975 et 1977.
Le 20 mai 1972, il inscrit 9 buts avec l'équipe nationale contre la Mauritanie, permettant ainsi à la Guinée de remporter le match par 14 buts à 0, score qui reste depuis la plus large victoire de l'équipe. 
Lors de la coupe d'Afrique des nations de 1976, il termine meilleur buteur inscrivant 4 buts lors de la compétition en Éthiopie. 